# Miklós Jancsó
Miklós Jancsó (ur. 27 września 1921 w Vácu, zm. 31 stycznia 2014 w Budapeszcie) – węgierski reżyser i scenarzysta filmowy.

## Życiorys
Laureat nagrody dla najlepszego reżysera na 25. MFF w Cannes za film Czerwony psalm (1972). Inne jego filmy zaprezentowane w konkursie głównym w Cannes to: Desperaci (1966), Elektra, moja miłość (1974), Grzechy prywatne, publiczne cnoty (1976) oraz Węgierska rapsodia (1979).
Filmy Jancsó skupiały się często na drażniących i tragicznych tematach historycznych. Największą, międzynarodową sławę i uznanie przyniosła mu tzw. trylogia rewolucyjna, na którą złożyły się filmy: Desperaci (1966), Gwiazdy na czapkach (1967) oraz Cisza i krzyk (1968). Tematem ich wszystkich były dzieje węgierskich rewolucji.
Zasiadał w jury konkursu głównego na 20. MFF w Cannes (1967).  
Jego drugą żoną była węgierska reżyserka Márta Mészáros, która przez lata tworzyła i mieszkała w Polsce. Para miała dwóch synów: Nyika i Miklósa Jr. Od 1981 trzecią żoną Jancsó była Zsuzsa Csákány.

## Wybrana filmografia
- Światło na twarzy (1963)
- Wojenna przyjaźń (1965)
- Desperaci (1965)
- Gwiazdy na czapkach (1967)
- Cisza i krzyk (1968)
- Ożywcze wiatry (1968)
- Decameron ’69 (1969)
- Pacyfistka (1970)
- Agnus Dei (1971)
- Czerwony Psalm (1972)
- Elektra, moja miłość (1974)
- Grzechy prywatne, publiczne cnoty (1976)
- Węgierska rapsodia (1979)
- Serce tyrana, czyli Boccaccio na Węgrzech (1981)
- Sezon potworów (1986)
- Horoskop Jezusa Chrystusa (1989)
- Pan Bóg zostawił mi latarnię w Peszcie (1999)
- Klęska pod Mohaczem (2004)
- Szlag trafił sprawiedliwość (2010)